# John Robertson (calciatore 1877)
John Tait Robertson (Dumbarton, 25 febbraio 1877 – Glasgow, 24 gennaio 1935) è stato un allenatore di calcio e calciatore scozzese, di ruolo difensore.
È stato il primo allenatore del Chelsea.

## Carriera
Come giocatore ricoprì il ruolo di difensore centrale; fece alcune apparizioni con l'Everton e il Southampton prima di passare ai Rangers.
Fu convocato dalla nazionale scozzese 16 volte e realizzò con essa 2 goal, entrambi contro il Galles.
Nell'aprile del 1905 Robertson divenne il primo allenatore del Chelsea Football Club, appena fondato.

## Palmarès

### Giocatore

#### Competizioni nazionali
- Campionato scozzese: 3

Rangers: 1899-1900, 1900-1901, 1901-1902
- Southern Football League: 1

Southampton: 1899

#### Competizioni regionali
- Glasgow Cup: 3

Rangers: 1900, 1901, 1902

### Allenatore

#### Competizioni nazionali
- Coppa d'Ungheria: 1

MTK Budapest: 1911-1912